# Kanat Bozymbajew
Kanat Ałdabergenuły Bozymbajew (kaz. Қанат Алдабергенұлы Бозымбаев, ros. Канат Алдабергенович Бозумбаев (Kanat Ałdabiergienowicz Bozumbajew), ur. 8 stycznia 1969 w Ałma-Acie) – kazachski polityk, minister energetyki od 2016 roku.

## Życiorys
Absolwent Kazachskiej Państwowej Akademii Zarządzania. Początkowo pracował jako asystent akima Ałma-Aty. W 1997 roku został dyrektorem departamentu polityki regionalnej Ministerstwa Gospodarki i Handlu, w tym samym roku został zatrudniony w państwowym przedsiębiorstwie KazTransOil. W następnym roku został dyrektorem departamentu ropy i gazu Ministerstwa Energetyki, Przemysłu i Handlu, a w 2000 roku wiceministrem tegoż ministerstwa.
W kolejnych latach był zatrudniony w państwowych spółkach, m.in. KEGOC, Air Astana, Kazachstan Temir Żoły i KazMunayGas. W 2009 roku został akimem obwodu żambylskiego, a w 2013 roku obwodu pawłodarskiego. 25 marca 2016 roku zastąpił Władimira Szkolnika na stanowisku ministra energetyki.
Odznaczony m.in. Medalem 20-lecia niepodległości Republiki Kazachstanu (2011).